# Víc neštěstí než rozumu
Víc neštěstí než rozumu (v anglickém originále The Luck of the Fryrish) je epizoda třetí série seriálu Futurama. Poprvé byla vysílána 11. března 2001 stanicí Fox.

## Děj
Epizoda začíná v porodním sále s oběma rodiči a doktorem při porodu Frye. Už jako dítě je Fry fascinovný vesmírem, ale starší bratr Yancy mu závidí. To se projevuje tím, že ho kopíruje, kde to jde. V roce 3000 je Fry naštvaný, že nemá žádné štěstí v sázení dostizích. Ve scéně z minulosti Fry najde sedmilístek (sedmilistý jetel), který mu dodá štěstí v každé disciplíně od basketbalu po breakdance. Fry si na sedmilístek v současnosti vzpomene a vydá se ho s Leelou a Bender najít do trosek Starého New Yorku, tedy do domu, kde ve 20. století žil.
V 80. letech 20. století Fry schová sedmilístek před bratrem Yancym do svého trezoru s vinylovými deskami, konkrétně k desce se soundtrackem k filmu Snídaňový klub. V roce 3000 si Fry stále pamatuje kombinaci, ale trezor se zasekne, proto mu ho Bender pomůže otevřít. Fry zjistí, že tam sedmilístek není, a tak si Fry odvodí, že mu ho Yancy ukradl. Při odchodu najdou sochu, na které si Fry myslí, že je jeho bratr Yancy i se sedmilístkem. Naštve ho nápis „První muž na Marsu” a stále veří, že mu Yancy ukradl sen a že měl být na místě Yancyho.
Profesor Farnsworth najde starý biografický dokument o „Filipu J. Fryovi”, ze kterého se skupina dozví, že byl milionář, astronaut, rocková hvězda, a že je v současnosti pohřbený i se sedmilístkem na hřbitově na oběžné dráze Země. Rozrušený Fry se vydá vykrást hrob Filipa J. Frye a získat zpět svůj sedmilístek. Příběh se vrací zpět na začátek 21. století, kde se Dospělý Yancy připravuje na svoji svatbu. Chce najít nějakou hudbu, kterou by tam mohl pustit, a proto si zajde k trezoru Frye, pomocí výbušniny ho otevře a najde Fryův sedmilístek.
V současnosti Fry, Leela a Bender dojdou k hrobu Filipa J. Frye a začnou kopat, ale Fry omylem odkryje nápis na náhrobku a začne číst. Příběh se vrátí zpět k Yancymu, jak společně s ženou vybírají jméno pro novorozené dítě. Ukáže se, jak moc Yancymu Fry chybí, proto novorozeně pojmenují Philip J. Fry. Sedmilístek si Yancy nenechá pro sebe, naopak ho dá novorozenému synovi. Na náhrobku je nápis „Zde leží Philip J. Fry, pojmenován po svém strýci, aby pokračoval v jeho duchu.” (anglicky „Here lies Philip J. Fry, named for his uncle, to carry on his spirit.”). Bender zrovna z hrobu vytáhne sedmilístek a nabídne Fryovi, že by pozůstatky jeho synovce poničil, ale Fry se slzami v očích sedmilístek vrátí do hrobu a do konce dílu hraje „Don't You (Forget About Me)” od Simple Minds (ze soundracku Breakfast Club).